# قضيبية مقوسة
قضيبية مقوسة (الاسم العلمي: Curvibacter) هي جنس من البكتيريا، سلبية الغرام، تتبع فصيلة الكوماموناسيات.